# Fonó
Fonó là một thị trấn thuộc hạt Somogy, Hungary. Thị trấn này có diện tích 10,61 km², dân số năm 2010 là 303 người, mật độ 29 người/km².